# ロードキラー
『ロードキラー』（原題：Joy Ride）は、2001年のアメリカ映画。2008年10月に続編の『ロードキラー マッドチェイス（Joy Ride 2: Dead Ahead）』がアメリカでDVD発売され、2009年1月には日本でも発売された。

## 概要
スティーヴン・スピルバーグと親交があるJ・J・エイブラムスが制作を務めた、スピルバーグの映画『激突!』の青春スリラー版と称される映画である。
若き次世代スター3人を主演に添えて制作された。本作のヒットから後にビデオオリジナルの続編全3作品が制作されている。なお、電話をして来るトラックの殺人鬼、未公開エンディングでのトレーラーの改造室に拉致されるヴェナのシーンなどは実在のトラック運転手殺人鬼であるロバート・ベンローデスやデヴィッド・パーカーレイの事件をモデルにしている。

## ストーリー
下着姿でヴェナは真夜中に幼馴染で大学生のルイスと電話しながら最近、恋人と失恋し傷心であることを話す。「あなたが車を持っていれば一緒に旅行しながら帰れるのに」と話すのを聞いたルイスは購入した航空券を換金し中古車を購入。コロラド州でヴェナを拾い、大陸横断ついでにネブラスカ州まで帰省することを計画する。そこへルイスの兄フラーが釈放されたからソルトレイクシティまで迎えに来てほしいと、彼の母から連絡が入った。
フラーと合流したものの、フラーはCBラジオ無線機を勝手に購入しブラックシープを名乗り、ラスティネイルを名乗るトラックドライバーを悪戯で引っ掛ける。渋々ルイスはヴェナの特徴を話し女性のキャンディケーンを名乗る。無線機の電波が飛んで話はお開きとなるが、宿泊するモーテルでエリングハウスという嫌な男と揉めたフラーは有線テレビのアダルトチャンネルを見ながらルイスにキャンディケーンのフリをさせエリングハウスの部屋にラスティネイルを誘き寄せエリングハウスに一泡吹かせようとする。ラスティネイルがエリングハウスの部屋に現れ揉める声と轟音がすると部屋が静かになった。

## 登場人物・キャスト
ルイス・トーマス
演 - ポール・ウォーカー
本作の主人公の大学生。兄のフラーと正反対の美男子で誠実だが気弱な性格。ラスティ・ネイルとの戦いでは腕っぷしの強さを見せ撃退に成功するがラスティ・ネイルは生存しており戦慄する。未公開エンディングではラスティ・ネイルを撃破後にヴェナと和解する。
フラー・トーマス
演 - スティーヴ・ザーン
ルイスの兄。度々問題を起こし警察の世話になり、「車買って見栄張ったならヴェナとセックス出来るかもな」と言うなど下品な性格だが根は弟思い。未公開シーンではモーテルの部屋でヴェナにキスをする。本作の元凶ながらルイスと共にラスティ・ネイルを撃退し生存する。未公開エンディングの一つでは警官の銃とガソリンタンクを爆破しラスティ・ネイルを撃破する。
ヴェナ・ウィルコックス
演 - リーリー・ソビエスキー
ルイスの幼馴染の大学生の美少女。冒頭ではセクシーな水色のキャミソールと黒のパンティ姿でルイスと電話していた。高校時代からデイビットという男性と付き合っていたが別れた。兄弟の悪ふざけにシャーロット共々巻き込まれ、モーテルに拉致され上着を脱がされダクトテープで緊縛されショットガンを用いた死の罠に掛けられるがルイスに間一髪救われ生存する。未公開エンディングの一つでは自分で拘束を解きショットガンでラスティネイルを射殺する。
ラスティ・ネイル
演 - マシュー・キンブロー（クレジットなし）、声 - テッド・レヴィン（クレジットなし）
本名も正体も目的も不明な神出鬼没なトラック運転手の殺人鬼で巨大トレーラーを操る。ルイスとフラーを追い回す理由は2人にからかわれたからだと話すが、彼ほどの知能があって兄弟のおふざけが見破れないはずがない為、ただのゲーム感覚だと思われる。また「女に飢えていてセックスが目的」と話しながら、ヴェナとシャーロットを拉致しながらもレイプせずに生かしていた。その正体は名前の通り汚れた手と爪を持つ汚らわしい巨漢であった。アイストラックの運転手やモーテルの管理人らを殺害し兄弟との戦いの末に撃退されるもアイストラック運転手を身代わりにして生存し逃走しており無線で皆を嘲笑う。複数の未公開エンディングではルイスにトレーラーで潰され、フラーに拳銃とガソリンタンクで爆破され、ヴェナにショットガンで射殺されるなどいずれも倒されている。全4作品で演じた役者が異なり、喋る3作品では声のみテッド・レヴィンが吹き替えている。
シャーロット・ドーソン
演 - ジェシカ・ボウマン
ヴェナのルームメイトで親友の長い金髪が美しい美少女大学生。兄弟の巻き添えでラスティ・ネイルによりトレーラーに拉致され人質にされるがラストでは無事生還する。
ダニー
演 - スチュアート・ストーン
ルイスのルームメイト。
ロナルド・エリングハウス
演 - ケネス・ホワイト
モーテルの嫌味な客の中年男。マネージャーに苦情を言い怒鳴るが、フロントで揉めたフラーの悪ふざけで部屋でラスティと対面し拉致され生きたまま顎を切り取られ路上に放置される。良心に耐えかねルイスは悪ふざけをリッター保安官に自供する。未公開シーンでは死亡している。
リッター保安官
演 - ジム・ビーヴァー
兄弟の話からラスティ・ネイルの事を聞き出し悪ふざけに怒り州から出るように提言する。
ケーブルテレビのポルノ女優
演 - アンナ・マール（アーカイブ出演）
フラーが見たアダルトチャンネルに出演していた女優。

## 日本語吹替
| 役名                                             | 俳優                                   | 日本語吹替       | 日本語吹替                                  |
| 役名                                             | 俳優                                   | ソフト版         | テレビ東京版                                |
| ------------------------------------------------ | -------------------------------------- | ---------------- | ------------------------------------------- |
| ルイス・トーマス                                 | ポール・ウォーカー                     | 坪井智浩         | 森川智之                                    |
| フラー・トーマス                                 | スティーヴ・ザーン                     | 檜山修之         | 高木渉                                      |
| ヴェナ・ウィルコックス                           | リーリー・ソビエスキー                 | 川先宏美         | 弓場沙織                                    |
| ラスティ・ネイル                                 | マシュー・キンブロー（クレジットなし） | -                | -                                           |
| ラスティ・ネイルの声                             | テッド・レヴィン（クレジットなし）     | 大友龍三郎       | 銀河万丈                                    |
| シャーロット・ドーソン                           | ジェシカ・ボウマン                     | 林真里花         | 斉藤梨絵                                    |
| ダニー                                           | スチュアート・ストーン                 | 滝知史           | 小野塚貴志                                  |
| 車のセールスマン                                 | ベイジル・ウォレス                     | 仲野裕           | 仲野裕                                      |
| ケニー警察官                                     | ブライアン・レックナー                 | 福田信昭         | 遠藤純一                                    |
| ルイスとフラーの母                               |                                        | 竹村叔子         | 片岡富枝                                    |
| ガスステーションの整備士                         | デル・ヨーント                         | 長克巳           | 牛山茂                                      |
| ロナルド・エリングハウス                         | ケネス・ホワイト                       | 北川勝博         | 村松康雄                                    |
| 夜間のホテルのフロント                           | ルイス・コルテス                       | 仲野裕           | 中田和宏                                    |
| アキンズ警察官                                   | マイケル・マクリーリー                 | 長克巳           | 牛山茂                                      |
| リッター保安官                                   | ジム・ビーヴァー                       | 福田信昭         | チョー                                      |
| アイストラックの運転手                           | サッチ・ホイジンガ                     | 秋元羊介         | 青山穣                                      |
| ネブラスカ州のバーの地元のナンパ男               | ジェームズ・マクドナルド               | 中田和宏         | 中田和宏                                    |
| トラックストップ（サービスエリア）のウェイター   | グウェンダ・ディーコン                 | 竹村叔子         | 片岡富枝                                    |
| トラックストップ（サービスエリア）のマネージャー | ロバート・ウィンリー                   | 仲野裕           | 廣田行生                                    |
| 車のエンジンをかけるのを手伝ってくれようとする男 | ジャック・ムーア                       | 長克巳           | 谷昌樹                                      |
| 役不明又はその他                                 |                                        | 児玉孝子         | 吉田孝 内川藍維 瑚海みどり                  |
|                                                  |                                        |                  |                                             |
| 演出                                             |                                        | 向山宏志         | 伊達康将                                    |
| 翻訳                                             |                                        | 徐賀世子         | 小寺陽子                                    |
| 調整                                             |                                        |                  | 金谷和美                                    |
| 制作                                             |                                        | プロセンスタジオ | テレビ東京 東北新社                         |
| 初回放送                                         |                                        |                  | 2006年11月16日 『木曜洋画劇場』 21:00-22:54 |

## トリビア
- エリック・ロバーツとエリック・ストルツがラスティ・ネイル役のオーディションに参加していた。※DVDの特典映像「3人の“ラスティ・ネイル”」に収録されている（エリック・ロバーツ、スティーヴン・シェレン（ドイツ語版）、テッド・レヴィンの演技の聴き比べが出来る）。
- この映画は当初スクェルチ（Squelch）という題だったが、後にこの題に変更となった[1]。
- 未公開シーンと複数の未公開エンディングがあり、未公開シーンではモーテルの部屋のベッドでフラーがヴェナにキスをするシーン、音声解説でヴェナ役のリーリー・ソビエスキー曰くザーンが結婚したばかりなので遠慮気味だったシーンなどがある、未公開エンディングはいずれも3人がラスティ・ネイルを撃破するラストとなっている。
- ルイスとフラーがラスティ・ネイルに脅され全裸でハンバーガーショップに入り、その後ラスティ・ネイルを追うシーンで音声解説によるとルイス役のポール・ウォーカーは本来ズボンを履いてからラスティ・ネイルを走って追い掛けるはずが、全裸のまま走ることを自ら提案し実行している。
- 冒頭でヴェナが下着姿でルイスと電話しているシーンでサービスカットである為、ヴェナのパンティ越しの股間のスジが見えるシーンが劇場版やテレビ放送版ではあるが、DVD版と配信版ではカットされている。

## 関連作品
- 激突!